# Maramunhã - Na terra do Waraná
Maramunhã na Terra do Waraná é o segundo volume da série de quadrinho brasileiro Maramunhã iniciada em 2022 , escrito por Evaldo Vasconcelos  e ilustrada por Rayanne Cardoso, Izabelle Regina, Malika Dahil e Geovan Motter. A obra incorpora elementos da cultura indígena do povo Sateré Mawé.

## Sinopse e recepção
A história conta como jabutis e quatipurus tentam impedir a colonização portuguesa em sua região. Com a chegada dos portugueses à floresta, jabutis e quatipurus precisam superar suas diferenças para impedir a fixação dos colonizadores na região. Se na primeira aventura nossos heróis buscaram ajuda dos Manaus, agora a jornada os leva a procurar os Sateré Mawé. O objetivo é encontrar o Poranting, uma arma mágica capaz de expulsar os invasores. Como sa primeira história da série a a ação e narrada pelo japiim, uma ave que testemunha toda a ação.
A obra foi financiada coletivamente pelo Catarse, assim como o primeiro volume e recebeu o apoio do projeto Norte em Quadrinhos, que visa divulgar as produções de quadrinhos da região Norte do Brasil. A obra também foi elogiada pela qualidade da arte e da diagramação, que criam um clima de aventura e fantasia.

## Volume anterior
Maramunhã - Uma Lenda Manaus

## Volume seguinte
Maramunhã - A Maldição de Sarana